# Anacoco
Anacoco – wieś w Stanach Zjednoczonych, w stanie Luizjana, w parafii Vernon.